# Andres Ambühl
Andres Ambühl (Davos, 14 settembre 1983) è un ex hockeista su ghiaccio svizzero.

## Carriera

### Club
Andres Ambühl iniziò la propria carriera nelle giovanili dell'HC Davos, nella stagione 2000-01. Nella stessa stagione fece il suo debutto con i professionisti nella LNA, con la prima squadra dei grigionesi. La stagione seguente, per la precisione l'11 settembre 2001, segnò il suo primo goal in LNA, in una partita contro lo ZSC Lions.
Negli anni seguenti Ambühl si fece conoscere per essere un attaccante con buone doti difensive, e per il grande uso del fisico, non proprio possente (176 cm di statura), specialmente durante i numerosi check. Con l'HC Davos divenne campione svizzero nel 2002, 2005, 2007 e 2009. Vinse inoltre la Coppa Spengler delle edizioni 2004 e 2006. In quest'ultima edizione segnò il game winning goal nella vittoria per 3-2 contro il Team Canada, dopo che il portiere canadese Justin Pogge perse un disco dietro la propria porta, permettendo ad Ambühl di insaccare.
Nel dicembre 2007 Ambühl prolungò il contratto che lo legava al team grigionese di altre due stagioni, con una clausola liberatoria in caso di offerta dall'estero. Nella stagione 2008-09 vinse il titolo svizzero con l'HC Davos. Una vittoria che, sommata alle sue buone prestazioni durante tutto il corso della stagione, gli valse la chiamata da parte dei New York Rangers nel maggio 2009, dopo ben nove stagioni con il club grigionese.
Dato che l'avventura nordamericana non fu molto fortunata, Ambühl decise di tornare in Svizzera, firmando con lo ZSC Lions un contratto di tre anni, con clausola liberatoria in caso di chiamata dalla NHL valevole fino al 15 luglio 2010. La notizia fu data dal club zurighese il 16 aprile 2010. Con gli zurighesi vinse il titolo nazionale nella stagione 2011-12.
In vista della stagione 2013-2014 Ambühl scelse di ritornare all'HC Davos, proprio club d'origine, con un contratto valido fino al 2016 con opzione per la stagione successiva. Dopo aver militato per 12 stagioni nella squadra grigionese, Ambühl ha chiuso la carriera al termine della stagione 2024-2025, appendendo i pattini al chiodo al termine del campionato mondiale 2025, chiusosi aggiudicandosi la medaglia d'argento.

### Nazionale
La prima partita che Andres Ambühl giocò per la nazionale svizzera fu al Campionato Mondiale U18 nel 2001. Partecipò inoltre al Campionato Mondiale U20 nel 2002 e 2003. Dal 2004 difende i colori della nazionale maggiore, di cui è diventato uno dei punti di riferimento, e con la quale ha disputato il Campionato Mondiale nelle edizioni 2004, 2005, 2006, 2007, 2008 e 2009. Giocò inoltre le Olimpiadi invernali nel 2006 a Torino e nel 2010 a Vancouver. In occasione del mondiale del 2013 conquistò la medaglia d'argento, la prima in carriera.

## Palmarès

### Club
- Campionato svizzero: 6

 Davos: 2001-02, 2004-05, 2006-07, 2008-09, 2014-15
 ZSC Lions: 2011-12
- Coppa Spengler: 3

 Davos: 2004, 2006, 2024

### Nazionale

#### Mondiali
- 3 medaglie:
  - 3 argenti (Svezia 2013, Repubblica Ceca 2024, Svezia e Danimarca 2025)

### Individuale
- Capocannoniere della Coppa Spengler: 1

2008 (8 punti)
- Coppa Spengler All-Star Team : 1

2008